# Can Barnades
Can Barnades és una obra del municipi d'Anglès inclosa en l'Inventari del Patrimoni Arquitectònic de Catalunya.

## Descripció

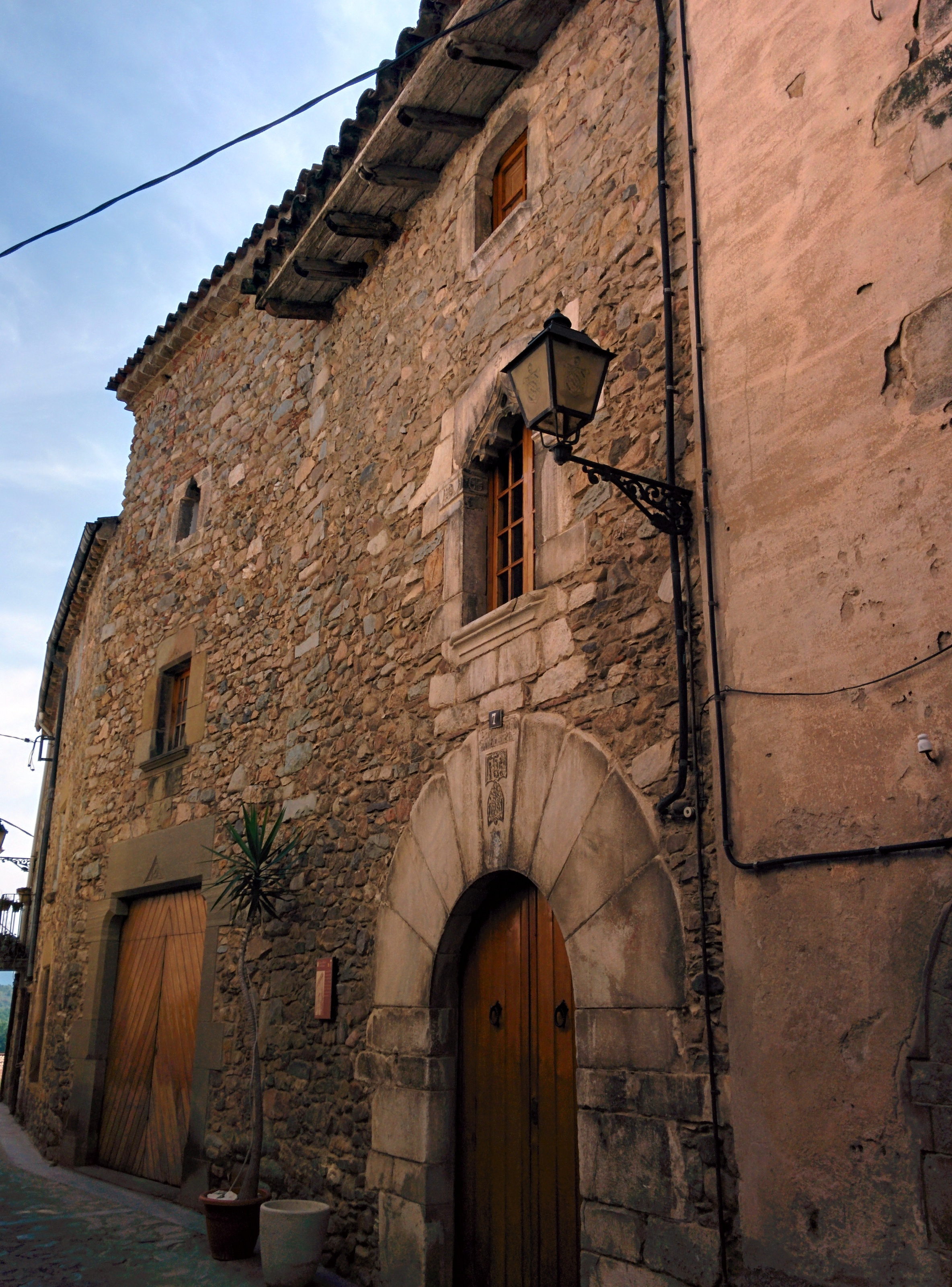

Edifici entre mitgeres de tres plantes i coberta de dues aigües a façana del cantó esquerre del carrer d'Avall. Respon a la tipologia de casa medieval. La planta baixa té una gran portada adovellada de mig punt feta amb grans dovelles. La dovella clau conté una interessant inscripció i gravat.
El primer pis té una gran finestra gòtica d'arc conopial i decoració lobulada. Formen part d'aquesta decoració la creu gravada a la part central i superior de la llinda i les diferents traceries gòtiques, mancades de la decoració d'un dels lòbuls per trencament. A les impostes hi ha gravats escuts arquetipus o plans i quatre flors decoratives intercalades. També hi ha, entre la part alta de l'arc d'entrada i l'ampit motllurat de la finestra, els tres blocs escairats en forma triangular de suport de la finestra que, en aquest cas, es sumen als quatre que els envolten i separen de la maçoneria general de la façana.
El segon pis té una finestra petita d'ampit motllurat i emergent i amb una llinda formada per un arc rebaixat i una petita decoració a la part central.
El ràfec del teulat és de fusta. Sobresurten mig metre vuit bigues i planxes de fusta molt deteriorades que sostenen les teules.
La façana és de pedra vista per sostracció de l'antic arrebossat, cosa que evidencia el contrast entre els carreus que emmarquen les obertures i la maçoneria més petita de la major part de la façana.

## Història
Es tracta d'una casa medieval reformada i renovada a l'interior i a l'exterior l'any 1977. A la dovella clau hi ha una inscripció buidada, de lletres minúscules i majúscules i de difícil lectura, amb un nom propi (PETRUS), el cognom i un "me fesit", al·ludint al constructor de l'obra.